# Saint-Samson-de-la-Roque
Pour les articles homonymes, voir Saint-Samson et La Roque.
Saint-Samson-de-la-Roque est une commune française située dans le département de l'Eure, en région Normandie.

## Géographie
La pointe de la Roque caractérise la géographie de la commune.

### Localisation
La commune de Saint-Samson-de-la-Roque est établie sur le promontoire rocheux qui sépare le Marais-Vernier de la vallée de la Risle à son confluent avec la Seine. Cette position élevée lui assure un très large point de vue sur la basse vallée de la Seine et son embouchure.
|                             | Saint-Vigor-d'Ymonville (Seine-Maritime), La Cerlangue (Seine-Maritime) |                |
| Berville-sur-Mer Conteville | Saint-Samson-de-la-Roque                                                | Marais-Vernier |
| Conteville, Foulbec         | Bouquelon                                                               | Bouquelon      |

### Hydrographie
La commune est située dans le bassin Seine-Normandie. Elle est drainée par la Risle, la Seine, le cours d'eau 01 de la commune de Saint-Victor-D'Ymonville, le fossé 01 de la commune de la Cerlangue, le fossé 01 de la commune de Saint-Samson-de-la-Roque, le fossé 03 de la commune de Saint-Samson-de-la-Roque et un bras de la Seine,,.
La Risle, d'une longueur de 145 km, prend sa source dans la commune de Planches et se jette  dans la Seine à Berville-sur-Mer, après avoir traversé 52 communes.
La Seine, qui prend sa source à Source-Seine, en Côte-d'Or, sur le plateau de Langres, traverse le département avec de larges méandres dans sa partie nord-est et se jette dans la Manche entre Le Havre et Honfleur.
Deux plans d'eau complètent le réseau hydrographique : la mare Hibouze (0,13 ha) et le plan d'eau du Blanc Banc (4,1 ha),.

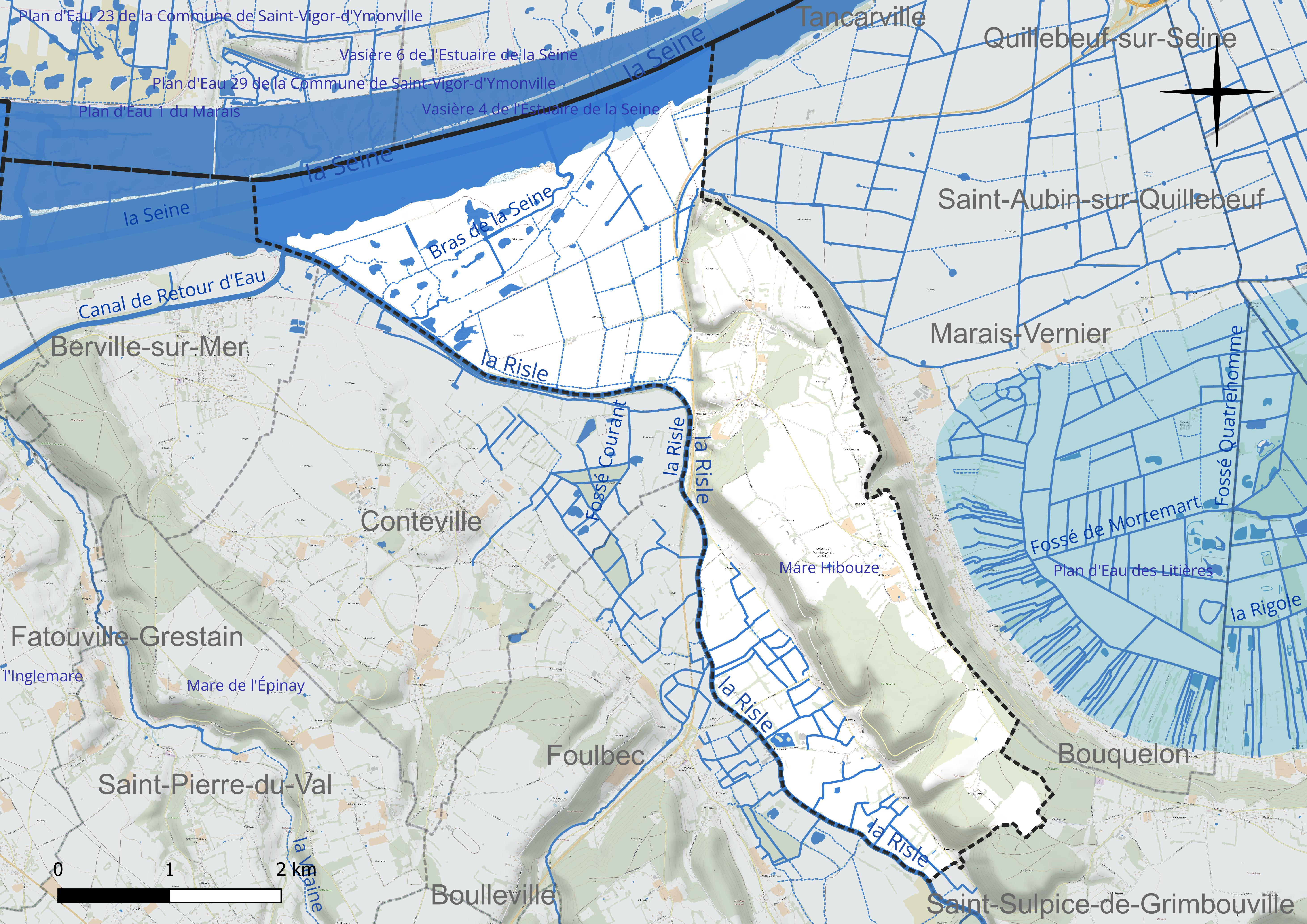
Réseau hydrographique de Saint-Samson-de-la-Roque.

### Climat
Pour des articles plus généraux, voir Climat de la Normandie et Climat de l'Eure.
En 2010, le climat de la commune est de type climat océanique franc, selon une étude du CNRS s'appuyant sur une série de données couvrant la période 1971-2000. En 2020, Météo-France publie une typologie des climats de la France métropolitaine dans laquelle la commune est exposée à un climat océanique et est dans la région climatique Côtes de la Manche orientale, caractérisée par un faible ensoleillement (1 550 h/an) ; forte humidité de l’air (plus de 20 h/jour avec humidité relative > 80 % en hiver), vents forts fréquents. Parallèlement le GIEC normand, un groupe régional d’experts sur le climat, différencie quant à lui, dans une étude de 2020, trois grands types de climats pour la région Normandie, nuancés à une échelle plus fine par les facteurs géographiques locaux. La commune est, selon ce zonage, exposée à un « climat contrasté des collines », correspondant au Pays d’Auge, Lieuvin et Roumois, moins directement soumis aux flux océaniques et connaissant toutefois des précipitations assez marquées en raison des reliefs collinaires qui favorisent leur formation.
Pour la période 1971-2000, la température annuelle moyenne est de 10,5 °C, avec  une amplitude thermique annuelle de 12,5 °C. Le cumul annuel moyen de précipitations est de 836 mm, avec 12,5 jours de précipitations en janvier et 8,3 jours en juillet. Pour la période 1991-2020, la température moyenne annuelle observée sur la station météorologique la plus proche, située sur la commune de Boulleville à 7 km à vol d'oiseau, est de 11,3 °C et le cumul annuel moyen de précipitations est de 851,2 mm,. Pour l'avenir, les paramètres climatiques de la commune estimés pour 2050 selon différents scénarios d’émission de gaz à effet de serre sont consultables sur un site dédié publié par Météo-France en novembre 2022.

### Milieux naturels et biodiversité
La commune fait partie du parc naturel régional des Boucles de la Seine normande.

## Urbanisme

### Typologie
Au 1er janvier 2024, Saint-Samson-de-la-Roque est catégorisée commune rurale à habitat dispersé, selon la nouvelle grille communale de densité à 7 niveaux définie par l'Insee en 2022.
Elle est située hors unité urbaine. Par ailleurs la commune fait partie de l'aire d'attraction du Havre, dont elle est une commune de la couronne,. Cette aire, qui regroupe 116 communes, est catégorisée dans les aires de 200 000 à moins de 700 000 habitants,.
La commune, bordée par l'estuaire de la Seine, est également une commune littorale au sens de la loi du 3 janvier 1986, dite loi littoral. Des dispositions spécifiques d’urbanisme s’y appliquent dès lors afin de préserver les espaces naturels, les sites, les paysages et l’équilibre écologique du littoral, tel le principe d'inconstructibilité, en dehors des espaces urbanisés, sur la bande littorale des 100 mètres, ou plus si le plan local d’urbanisme le prévoit.

### Occupation des sols
L'occupation des sols de la commune, telle qu'elle ressort de la base de données européenne d’occupation biophysique des sols Corine Land Cover (CLC), est marquée par l'importance des territoires agricoles (71,6 % en 2018), une proportion identique à celle de 1990 (71,6 %). La répartition détaillée en 2018 est la suivante : 
prairies (50,2 %), terres arables (19,1 %), forêts (14,9 %), eaux maritimes (13,5 %), zones agricoles hétérogènes (2,3 %). L'évolution de l’occupation des sols de la commune et de ses infrastructures peut être observée sur les différentes représentations cartographiques du territoire : la carte de Cassini (XVIIIe siècle), la carte d'état-major (1820-1866) et les cartes ou photos aériennes de l'IGN pour la période actuelle (1950 à aujourd'hui).

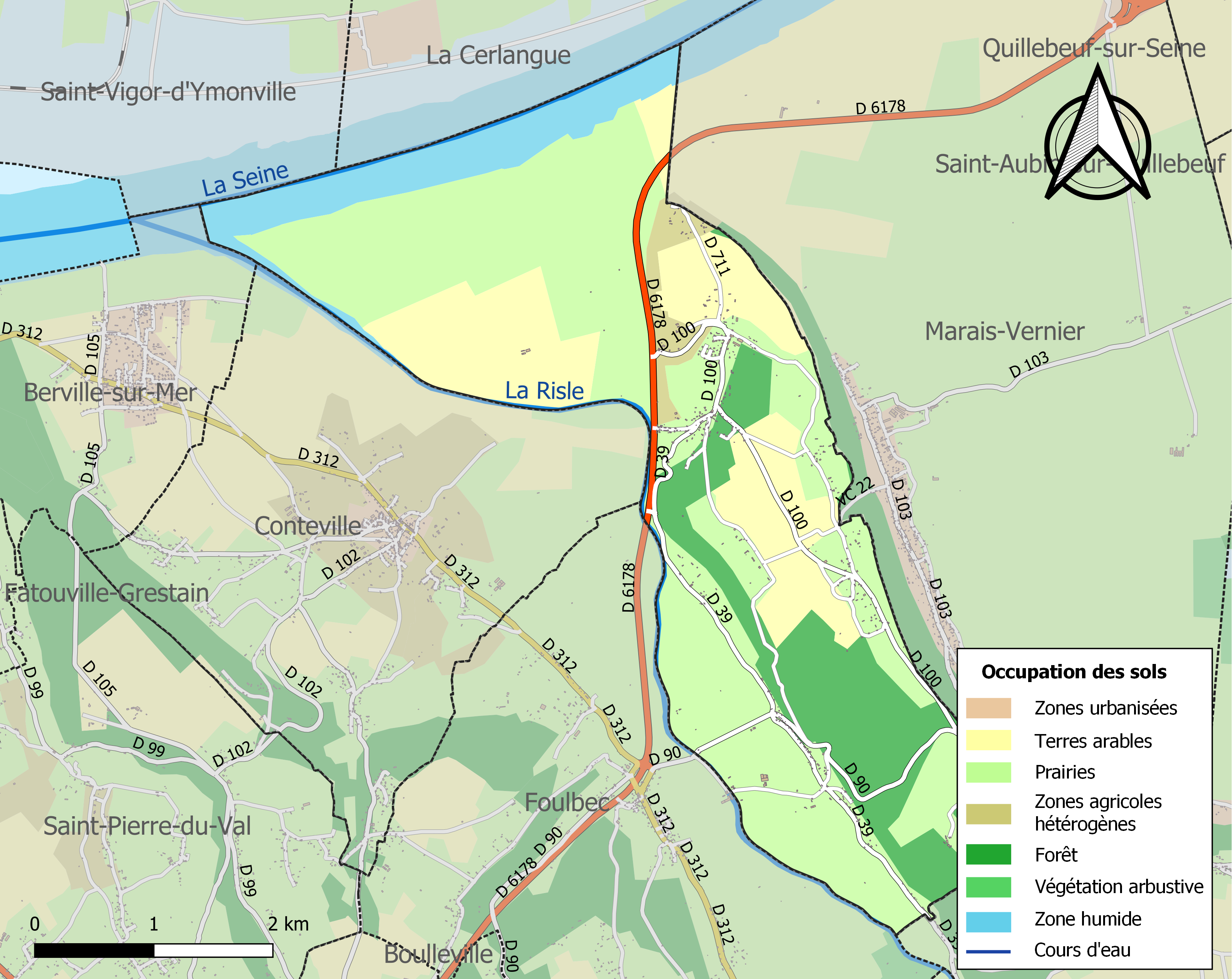
Carte des infrastructures et de l'occupation des sols de la commune en 2018 (CLC).

## Toponymie
Le nom de la commune est formé en 1844 par la réunion de Saint-Samson-sur-Risle et de la Roque-sur-Risle.
Saint-Samson est attesté sous la forme Sanctus Sanso en 1120 (cartulaire de Préaux), Saint Sanson sur Rille en 1392 (archives nationales).
Saint-Samson est un hagiotoponyme faisant référence à Samson de Dol, le fondateur de l'abbaye de Pental au VIe siècle.
La-Roque est attesté sous la forme Roca (cartulaire de Préaux) au XIIe siècle.
Le mot roque / roche a eu en toponymie le sens de maison forte.

## Histoire
Ancien oppidum celtique.
Les anciennes paroisses de la Roque-sur-Risle et de Saint-Samson-sur-Risle faisaient partie de l'exemption de Saint-Samson relevant de l'évêché de Dol. Cette dernière a fusionné avec la première en 1844.

## Politique et administration
| Période                                  | Période | Identité       | Étiquette | Qualité |
| ---------------------------------------- | ------- | -------------- | --------- | ------- |
| avant 1981                               | ?       | Adrien Roussel |           |         |
| 2020                                     | 2026    | Régis Seninck  |           |         |
| Les données manquantes sont à compléter. |         |                |           |         |

## Démographie
L'évolution du nombre d'habitants est connue à travers les recensements de la population effectués dans la commune depuis 1793. Pour les communes de moins de 10 000 habitants, une enquête de recensement portant sur toute la population est réalisée tous les cinq ans, les populations de référence des années intermédiaires étant quant à elles estimées par interpolation ou extrapolation. Pour la commune, le premier recensement exhaustif entrant dans le cadre du nouveau dispositif a été réalisé en 2005.

En 2022, la commune comptait 437 habitants, en évolution de +1,39 % par rapport à 2016 (Eure : −0,25 %, France hors Mayotte : +2,11 %).
| 1793 | 1800 | 1806 | 1821 | 1831 | 1836 | 1841 | 1846 | 1851 |
| ---- | ---- | ---- | ---- | ---- | ---- | ---- | ---- | ---- |
| 265  | 279  | 246  | 229  | 238  | 230  | 257  | 416  | 445  |

| 1856 | 1861 | 1866 | 1872 | 1876 | 1881 | 1886 | 1891 | 1896 |
| ---- | ---- | ---- | ---- | ---- | ---- | ---- | ---- | ---- |
| 360  | 371  | 419  | 373  | 353  | 351  | 380  | 354  | 375  |

| 1901 | 1906 | 1911 | 1921 | 1926 | 1931 | 1936 | 1946 | 1954 |
| ---- | ---- | ---- | ---- | ---- | ---- | ---- | ---- | ---- |
| 324  | 328  | 273  | 250  | 263  | 227  | 224  | 273  | 284  |

| 1962 | 1968 | 1975 | 1982 | 1990 | 1999 | 2005 | 2006 | 2010 |
| ---- | ---- | ---- | ---- | ---- | ---- | ---- | ---- | ---- |
| 298  | 278  | 288  | 292  | 271  | 283  | 322  | 328  | 388  |

| 2015 | 2020 | 2022 | - | - | - | - | - | - |
| ---- | ---- | ---- | - | - | - | - | - | - |
| 419  | 431  | 437  | - | - | - | - | - | - |

## Culture locale et patrimoine

### Lieux et monuments
La commune de Saint-Samson-de-la-Roque compte un édifice inscrit au titre des monuments historiques :
- le phare de La Roque  Inscrit MH (2011)[33]. Ce phare a été installé au bord de la falaise pour guider les navires remontant vers Quillebeuf, Caudebec et Rouen.

Par ailleurs, plusieurs autres édifices sont inscrits à l'inventaire général du patrimoine culturel :
- l'église Saint-Samson (XVIIIe, XIXe et XXe siècles)[34]. Une partie — murs ouest de la nef et tour clocher — date de 1877 et sont de l’architecte Perrée. On y trouve un toit à longs pans ainsi qu'une flèche polygonale. Une partie de ses matériaux de construction proviendrait de l'abbaye de Pental, dont un claveau sculpté datant de l'époque carolingienne[35] ;
- le château de la Chevalerie XVIIIe et XIXe siècles)[36] ;
- le manoir de Tinnetot (XVIIIe siècle)[37]. Il s'agit du fief de la famille Laisné de Tinnetot. Mention du fief dès 1504, reconstruction du logis au XVIIIe siècle, manoir de brique, colombage, torchis et essentage d'ardoise ;
- la chapelle Notre-Dame (XIVe siècle (?))[38] ;
- deux maisons : une du XVIIIe siècle au lieu-dit Saint-Samson[39] et une autre du XVIIIe siècle au lieu-dit le Castel[40] ;
- un camp au lieu-dit le Camp des Anglais[41].

Pour mémoire
Est également inscrite à cet inventaire l'abbaye de Pental, un édifice aujourd'hui détruit.